# Гурьев, Пётр Васильевич
Пётр Васильевич Гурьев (1915, Архангельская область — неизвестно) — советский колхозник. Герой Социалистического Труда (1957).

## Биография
Пётр Гурьев родился в 1915 году на территории современной Архангельской области.
В 1940-е годы жил на хуторе Варениковский (сейчас село Варениковское) Степновского района Ставропольского края. Работал механизатором Чугуевской машинно-тракторной станции.
Был сторонником раздельной уборки зерновых. Первым среди механизаторов района стал обмолачивать хлеб на лафетной жатке вместо комбайна, в результате чего в ней оставалось всё зерно.
В 1956 году каждый день убирал по 56 гектаров зернового клина, а иногда, работая ещё и часть ночи, — до 62 гектаров. Всего за год убрал 1396 гектаров, подобрал и обмолотил хлебные валки на 417 гектарах, обработал 866 гектаров полей колхоза имени Молотова. Завершив уборочную в Чугуевской МТС, вместе с жаткой отправился по железной дороге в Челябинскую область, где с 21 августа до начала октября работал на полях колхоза «Новая деревня», которые обслуживала Ново-Николаевская МТС.
11 января 1957 года Указом Президиума Верховного Совета СССР за успехи по освоению целинных и залежных земель, проведению уборки урожая и хлебозаготовок, широкое внедрение прогрессивного метода раздельной уборки зерновых в 1956 году получил звание Героя Социалистического Труда с вручением ордена Ленина и золотой медали «Серп и Молот».
В дальнейшем продолжал работать комбайнёром в колхозе, оставаясь передовым механизатором района, демонстрируя высокий намолот зерна.
Жил в селе Варениковское Степновского района.
Дата смерти неизвестна.
Был награждён орденом Ленина (11 января 1957), медалями.

## Семья
Жена — Евдокия Яковлевна Гурьева, была помощницей мужа на комбайне. Вырастили четырёх детей.